# Maria Cieślar
Maria Cieślar ist eine ehemalige polnische Bogenbiathletin.
Maria Cieślar erreichte ihren größten Erfolg, als sie bei den Bogenbiathlon-Weltmeisterschaften 1999 in Bessans als Startläuferin gemeinsam mit ihren Mannschaftskameradinnen Magda Michalek und Agnieszka Rypien hinter den Vertretungen aus Italien und Russland die Bronzemedaille im Staffelrennen gewinnen konnte.